# Oriscus
L'Oriscus (origine obscure, à rapprocher peut être de aboriscor, périr, mourir) est une note qui entre le plus souvent dans la composition de neumes, dans le chant grégorien.
C'est une sorte d'apostrophe qui se place à la fin de certains groupes. Il ne fusionne pas avec le son précédent.
L’oriscus souligne l’enchaînement avec la note suivante, généralement plus basse.
Dans la notation cursive, l’oriscus isolé a la forme d’un tilde inversé.
Contrairement à l’apostropha, l’oriscus peut se rencontrer sur une syllabe isolée.
En tant que note indiquant un enchaînement, l'oriscus joue un rôle semblable à celui du quilisma.
L'exemple le plus fréquent dans le répertoire grégorien est la formule type finale ci-contre, comprenant un oriscus entre deux torculus.

## Exécution en enchaînement rythmique
Pour obtenir une exécution "fluide", un legato rythmique, il vaut mieux l'interpréter comme une note de redémarrage:
- Le neume qui le précède (voire l'incise précédente) est ralenti progressivement, comme s'il fallait se préparer à un arrêt (rythme final) sur la dernière note du premier neume; tout se passe comme si l'oriscus était remplacé par les deux barres de fin de pièce.
- L'oriscus réveille le ralentissement général, en démarrant sur la dernière note du groupe sans lui laisser la durée qui aurait été naturelle pour une finale. C'est une note d'attaque, et une reprise à contretemps, mais non accentuée (que ce soit en force ou en durée). Étant à l'unisson, son exécution rythmique est similaire à celle d'un pressus.
- Ce réveil relance le rythme, et permet l'ajout d'un ou de plusieurs neumes supplémentaires.